# Пенсири Лаосирикул
Пенсири Лаосирикул (тайск. เพ็ญศิริ เหล่าศิริกุล; род. 17 января 1984, Thung Song, Накхонситхаммарат) — тайская тяжелоатлетка, выступавшая в весовых категориях до 48 кг и до 53 кг. Бронзовый призёр Олимпийских игр и бронзовый призёр чемпионата мира.

## Биография
Пенсири Лаосирикул родилась 17 января 1984 года.

## Карьера
Пенсири Лаосирикул участвовала на университетском Кубке мира 2006 года в весовой категории до 48 килограммов, где стала второй с результатом 187 кг.
На домашнем чемпионате мира в Чиангмае в 2007 году Пенсири Лаосирикул завоевала бронзовую медаль с результатом 195 кг. Она подняла в рывке 83 кг и затем толкнула штангу на 112 кг.
Пенсири Лаосирикул вошла в состав сборной Таиланда на Олимпийские игры 2008 года в Пекине, где завоевала бронзовую медаль, хотя изначально стала пятой (медаль тайская тяжелоатлетка получила после дисквалификации серебряного призёра Сибель Озкан в 2016 и чемпионки Чэнь Сеся в 2017). Результат Лаосирикул составил 195 кг. В том же году Пенсири завоевала золото на университетском чемпионате мира с результатом 183 кг.
На чемпионате Азии 2009 года тайская спортсменка стала третьей, а на чемпионате мира того же года четвёртой. Она показала результаты 191 и 195 кг на этих турнирах, соответственно.
На чемпионате мира 2010 года в Анталье Пенсири Лаосирикул стала лишь восьмой в новой для себя весовой категории  до 53 кг. Она подняла 195 кг в сумме. На Азиатских играх в том же году стала серебряным призёром, вернувшись в категорию до 48 килограммов. Тайка подняла 192 кг (83 + 109). Пенсири Лаосирикул участвовала в континентальном Гран-при, где стала третьей в категории до 53 кг с результатом 186 кг.
На летней Универсиаде 2011 года в Шэньчжэне Пенсири Лаосирикул завоевала бронзовую медаль в весовой категории до 48 килограммов. Она зафиксировала 82 кг в рывке и 102 кг в толчке.